# 85 a.C.

## Eventos
- Lúcio Cornélio Cina, pela terceira vez, e Cneu Papírio Carbão, cônsules romanos.
- Quinto e último ano da Primeira Guerra Mitridática contra Mitrídates VI do Ponto.
  - Depois da vitória na Batalha de Orcômeno, Sula firma rapidamente a Paz de Dárdanos com Mitrídates para poder voltar para a Itália e lutar contra as forças dos populares.
- Quarto ano da Primeira Guerra Civil da República Romana, entre os optimates de Lúcio Cornélio Sula e os populares, liderados por Cina desde a morte de Mário.
  - Cina e Carbão iniciam os preparativos em Ancona para enfrentar Sula, que retornava vitorioso para a Itália.

## Nascimentos
- Marco Júnio Bruto, um dos Liberatores